# Fistulinella mollis
Fistulinella mollis är en svampart som beskrevs av Watling 1989. Fistulinella mollis ingår i släktet Fistulinella och familjen Boletaceae.   Inga underarter finns listade i Catalogue of Life.

## Källor

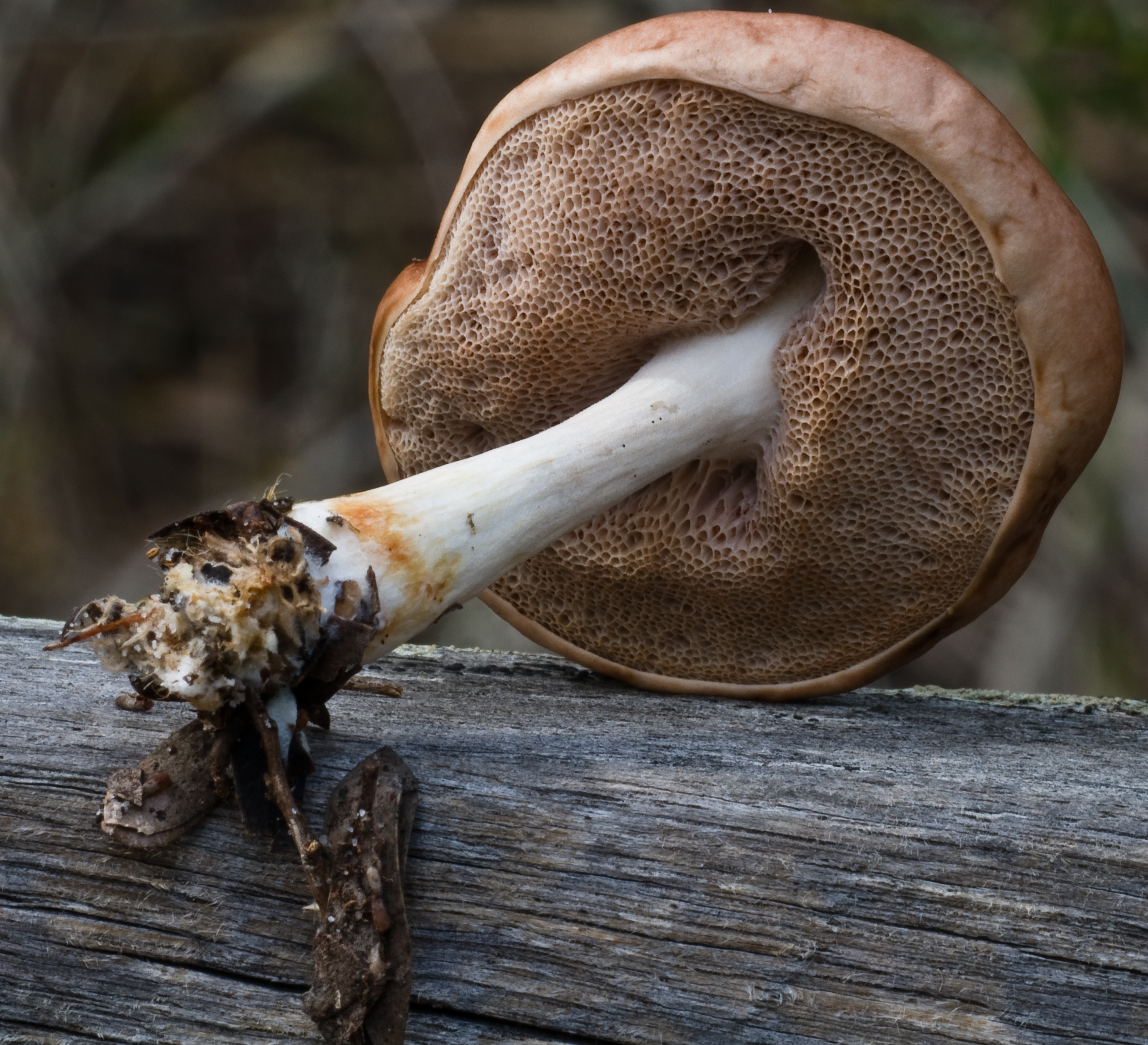